# 하인즈
H. J. 하인즈 컴퍼니(영어: H. J. Heinz Company) 또는 하인즈(영어: Heinz)는 케첩으로 가장 널리 알려진 미국의 종합 식품회사이다.
2015년 3G 캐피탈과 버크셔 해서웨이의 투자 아래 크래프트 푸즈를 합병하면서 크래프트 하인즈로 회사명이 변경되었고 현재는 크래프트 하인즈가 보유한 브랜드 중 하나이다. 하인즈 브랜드는 케첩으로 가장 널리 알려져 있다.

## 역사

1969년부터 쓰여온 2번째 로고

독일 칼슈타트 출신의 이민자 가문에서 태어난 아들인 헨리 존 하인즈가 펜실베이니아주 피츠버그 부근에서 1869년 작은 식품회사를 설립한 것에서 시작한다. 1875년 회사를 다시 설립하여 오이 피클과 토마토 케첩을 만들었고, 회사 규모를 키워 1888년 H. J. 하인즈 컴퍼니로 등록하여 현재에 이른다. 20세기 초부터 57개의 다양한 브랜드의 제품을 생산한다는 뜻에서 '57 Varieties'라는 이름의 마케팅을 펼쳐 유명해졌다. 소스 뿐만이 아니라 각종 냉동·가공식품도 생산하고 있다. 현재 57개를 훨씬 넘는 100개 이상의 브랜드를 보유하고 있고, 전세계 150국에서 1,2등 제품군을 보유하고 있는 글로벌 브랜드이다. 가장 유명한 하인즈 케첩은 미국 시장에서 시장점유율 50%를 넘기기도 하였으며, 전세계에서 매년 약 6억 5천만 개 이상 팔리며, 2016년까지 10년간 전세계 소매점 기준 매출액 1위를 기록하고 있다.

## 나라별 현황

### 미국
- 2013년 2월 14일, 하인즈는 버크셔 해서웨이와 3G 캐피탈에 230억불에 매각됨
- 2015년 3월 25일 크래프트 푸드 합병으로 회사명 변경 및 전세계에서 5번째로 큰 식품회사가 됨. 하인즈 주주들은 합병된 회사의 지분 51%를 보유하게 되며 크래프트 주주들은 49%를 보유하게 되었다.
- 2017년 2월 유니레버 인수제안 후 철회하기도 했다.

### 대한민국
대한민국과 일본에서는 자국 브랜드에 밀려 그다지 알려지지 않고 있다. 대한민국에는 1986년 서울식품공업과 미국 하인즈사 합작으로 서울하인즈라는 법인을 설립하여 대대적으로 케첩 시장에 진출했으나, 이미 시장을 선점하고 있던 오뚜기의 아성을 넘지 못했다. 1989년 하인즈 냉동식품 시장에 진출하였다. 1999년 H. J. 하인즈 그룹이 100% 투자한 한국 현지법인으로 전환하여 (주)한국하인즈를 설립하여 2016년까지 영업활동을 하였고, 크래프트 푸드 인수 이후 2017년부터 크래프트하인즈코리아로 사명을 변경하였다.